# ダーバン宮崎ソーイング
株式会社ダーバン宮崎ソーイング（ダーバンみやざきソーイング）は、宮崎県日南市に本社を置き、「ダーバン」ブランドの紳士服の製造を手掛けていた企業。レナウンの100%子会社。

## 概要
1974年2月に宮崎県と北郷町（当時）の誘致により、株式会社ダーバン（当時）の100%子会社として設立。レナウンの子会社として、「ダーバン」ブランドの紳士服の製造を手掛けていた。
2015年2月期には約20億2600万円の売上があった。しかし、スーツの需要減や流通の多様化、節約志向、単価の高い冬物のコート類の販売不振などにより、2019年12月期の売上は約15億6400万円までに落ち込み、新型コロナウイルスの影響で受注が減少した。これに追い打ちをかけるかのように、親会社のレナウンが2020年5月15日に民事再生手続開始決定を受けたことから、レナウンに対する債権の回収が不可能となった。協力事業所であった鹿児島ファミリーソーイングも、2020年4月以降は受注が大幅に減少していた。
鹿児島ファミリーソーイングは2020年5月22日に工場を閉鎖したと同時に、従業員を解雇。ダーバン宮崎ソーイング自体も、資金調達や経費削減を図ったが、債務の返済の目処が立たないとして、2020年6月5日に東京地方裁判所へ民事再生法適用を申請。同日付で民事再生手続開始決定を受けた。負債総額は約3億9100万円。レナウンの連鎖倒産は初となった。
当初レナウンは、ダーバン宮崎ソーイングの引受先を早急に見つけるとしていたが、最終的にスポンサーは現れず
、従業員は同年7月5日付で解雇された。工場などの不動産や設備は、ファミリーソーイング、日南宮崎ソーイング、日南トローザ―ソーイングの下請け3社へ譲渡された。
ダーバン宮崎ソーイングは、下請け3社への譲渡価格では民事再生計画作成が困難として、2020年8月31日に民事再生手続廃止決定を受けたと同時に、包括的禁止命令を受け、同年9月24日に東京地方裁判所から破産手続開始決定を受けた。
ダーバン宮崎ソーイングが手掛けていた事業は、2020年9月に下請け3社が設立した株式会社宮崎ファクトリーが引き継いでいる。

## 沿革
- 1974年
  - 2月8日 - 宮崎県と宮崎県北郷町（当時）の誘致により、ダーバン（当時）の100%子会社として設立。
  - 6月1日 - 操業開始。
- 2006年 - ダーバンがレナウンダーバンホールディングスへ吸収合併されたことに伴い、レナウンダーバンホールディングスから商号変更されたレナウンの子会社となる。
- 2015年3月16日 - 日本ファッション産業協議会から「J∞QUALITY認証事業」の認証を受ける[4]。
- 2020年
  - 6月5日 - 東京地方裁判所へ民事再生法適用を申請。同日付で民事再生手続開始決定を受ける。
  - 7月5日 - 全従業員を解雇し、事業を停止。
  - 8月31日 - 東京地方裁判所から民事再生手続廃止決定を受ける。
  - 9月24日 - 東京地方裁判所から破産手続開始決定を受ける。
- 2024年9月24日 - 法人格消滅[10]。